# Lijst van Mariospellen op jaar
Hieronder staat een lijst van Mariospellen, gerangschikt op jaar van eerste uitgave.

## Jaren 80

### 1981
- Donkey Kong (Arcade)

### 1982
- Donkey Kong (Atari 2600)
- Donkey Kong (ColecoVision)
- Donkey Kong (Game & Watch)
- Donkey Kong (Intellivision)
- Donkey Kong Jr. (Arcade)
- Donkey Kong Jr. (Game & Watch/Atari 2600)

### 1983
- Donkey Kong (Atari 8-bit/Apple II/Commodore 64/MS-DOS)
- Donkey Kong (Famicom)
- Donkey Kong Jr. (ColecoVision/Atari 2600)
- Donkey Kong Jr. (INTV/VIC-20)
- Donkey Kong Jr. (Famicom)
- Mario Bros. (Arcade)
- Mario Bros. (Game & Watch)
- Mario Bros. (Atari 2600, Atari 5200)
- Mario Bros. (Famicom) - Japan
- Mario's Bombs Away (Game & Watch)
- Mario's Cement Factory (Game & Watch)

### 1984
- Donkey Kong Hockey (Game & Watch)
- Pinball (Famicom/NES)
- Punch Ball Mario Bros. (NEC PC-8801)
- Mario Bros. Special (NEC PC-8801)
- I Am a Teacher: Super Mario Sweater (NES)

### 1985
- Super Mario Bros. (Famicom/NES)
- Wrecking Crew (Famicom/NES)

### 1986
- All Night Nippon Super Mario Bros. (Famicom Disk System)
- Donkey Kong (NES)
- Donkey Kong Jr. (NES)
- Mario Bros. (NEC PC-8801)
- Mario Bros. (NES)
- Super Mario Bros. (Famicom Disk System)
- Super Mario Bros. 2 (Famicom Disk System)
- Super Mario Bros. Special (NEC PC-8801)
- Vs. Super Mario Bros. (Arcade)

### 1988
- Donkey Kong (Atari 7800)
- Donkey Kong (Famicom Disk System)
- Donkey Kong Classics (NES)
- Donkey Kong Jr. (Atari 7800)
- Donkey Kong Jr. (Famicom Disk System)
- Kaettekita Mario Bros. (Famicom Disk System)
- Mario Bros. (Atari 7800, XEGS)
- Super Mario Bros. 2 (NES)
- Super Mario Bros. 3 (Famicom)
- Super Mario Bros./Duck Hunt (NES)
- 3-in-1 Super Mario Bros./Duck Hunt/World Class Track Meet (NES)

### 1989
- Alleyway (Game Boy)
- Donkey Kong 2 (Game & Watch)
- Donkey Kong Classics (NES)
- Super Mario Bros. 2 (NES)
- Super Mario Bros. (Wristwatch Game)
- Super Mario Land (Game Boy)

## Jaren 90

### 1990
- Dr. Mario (Game Boy)
- Dr. Mario (NES)
- Super Mario Bros. 3 (NES)
- Super Mario Land (Game Boy)
- Super Mario World (Super Famicom)
- VS. Dr. Mario (Arcade)

### 1991
- Mario the Juggler (Game & Watch)
- Mario Teaches Typing (MS-DOS)
- Super Mario Bros. 3 (NES)
- Super Mario World (SNES)
- NES Open Tournament Golf (NES)
- Super Mario Bros. & Friends: When I Grow Up (pc)
- Yoshi (Famicom)
- Yoshi (Game Boy)

### 1992
- Super Mario USA AKA Super Mario Bros 2 (Famicom)
- Super Mario Kart (Super Famicom/SNES)
- Yoshi (Famicom/NES, Game Boy)
- Yoshi's Cookie (Famicom and Game Boy)
- Yoshi's Cookie (NES)
- Mario Paint (SNES)
- Mario Teaches Typing (Microsoft Windows)
- Mario Teaches Typing (Macintosh)
- Super Mario Land 2: 6 Golden Coins (Game Boy)
- Mario's Time Machine (DOS)
- Super Mario World (SNES)
- Mario is Missing! (DOS)

### 1993
- Mario's Time Machine (SNES)
- Mario & Wario (Super Famicom)
- Super Mario All-Stars (Super Famicom/SNES)
- Yoshi's Cookie (NES, SNES, Super Famicom and Game Boy)
- Mario Bros. Classic (NES)
- Mario's Early Years! Fun with Letters (SNES)
- Mario's Early Years! Fun with Numbers (SNES)
- Mario's Early Years! Preschool Fun (SNES)
- Yoshi's Safari (SNES/Super Famicom)
- Super Mario Land 2 (GameBoy)

### 1994
- Hotel Mario (CD-i)
- Manhole (Game & Watch)
- Mario's Time Machine (NES)
- Donkey Kong (Game Boy)
- Super Mario All-Stars + Super Mario World (SNES)
- Wario Land: Super Mario Land 3 (Game Boy)

### 1995
- BS Dr. Mario (Satellaview)
- BS Super Mario Bros. 3 (Satellaview)
- Mario's Picross 2 (Game Boy)
- Undake 30 Same Game (Satellaview)
- Mario's Game Gallery (pc)
- Mario's Picross (Game Boy)
- Mario's Tennis (Virtual Boy)
- Mario Clash (Virtual Boy)
- Super Mario World 2: Yoshi's Island (SNES)
- Mario's Super Picross (Super Famicom)

### 1996
- Super Mario RPG: Legend of the Seven Stars (SNES)
- Super Mario 64 (Nintendo 64)
- Mario's Picross 2 (Game Boy)
- Mario Kart 64 (Nintendo 64)

### 1997
- Mario Excite Bike (Satellaview)
- Mario Teaches Typing 2 (pc)
- Mario's FUNdamentals (pc)
- Game & Watch Gallery (Game Boy)

### 1998
- Wrecking Crew '98 (Super Famicom)
- Game & Watch Gallery 2 (Game Boy Color)
- Mario no Photopi (Nintendo 64)
- Mario Party (Nintendo 64)

### 1999
- Super Smash Bros. (Nintendo 64)
- Game & Watch Gallery 3 (Game Boy Color)
- Super Mario Bros. Deluxe (Game Boy Color)
- Mario Golf (Nintendo 64)
- Mario Golf (Game Boy Color)
- Mario Artist: Paint Studio (Nintendo 64DD)
- Mario Party 2 (Nintendo 64)

## Jaren 00

### 2000
- Mario Artist: Talent Studio (Nintendo 64DD)
- Mario Artist: Communication Kit (Nintendo 64DD)
- Mario Tennis (Nintendo 64)
- Paper Mario (Nintendo 64)
- Mario Artist: Polygon Studio (Nintendo 64DD)
- Mario Tennis (Game Boy Color)

### 2001
- Dr. Mario 64 (Nintendo 64)
- Mario Party 3 (Nintendo 64)
- Super Mario Advance (Game Boy Advance)
- Mario Kart: Super Circuit (Game Boy Advance)
- Luigi's Mansion (Nintendo GameCube)
- Super Smash Bros. Melee (Nintendo Gamecube)
- Super Mario World: Super Mario Advance 2 (Game Boy Advance)

### 2002
- Super Mario Sunshine (Nintendo GameCube)
- Yoshi's Island: Super Mario Advance 3 (Game Boy Advance)
- Mario Party 4 (Nintendo GameCube)
- Game & Watch Gallery Advance (Game Boy Advance)

### 2003
- Nintendo Puzzle Collection (Nintendo GameCube)
- Super Mario Advance 4: Super Mario Bros. 3 (Game Boy Advance)
- Mario Golf: Toadstool Tour (Nintendo GameCube)
- Mario Kart: Double Dash!! (Nintendo GameCube)
- Mario Party 5 (Nintendo GameCube)
- Mario & Luigi: Superstar Saga (Game Boy Advance)

### 2004
- Super Mario Fushigi no Korokoro Party (Arcade)
- Donkey Kong (Game Boy Advance)
- Super Mario Bros. (Game Boy Advance)
- Mario Golf: Advance Tour (Game Boy Advance)
- Dr. Mario (Game Boy Advance)
- Mario Bros. (Game Boy Advance)
- Wrecking Crew (Game Boy Advance)
- Mario vs. Donkey Kong (Game Boy Advance)
- Paper Mario: The Thousand-Year Door (Nintendo GameCube)
- Super Mario Bros.: The Lost Levels (Game Boy Advance)
- Super Mario Ball (Game Boy Advance)
- Mario Power Tennis (Nintendo GameCube)
- Mario Party 6 (Nintendo GameCube)
- Super Mario 64 DS (Nintendo DS)

### 2005
- Mario Party Advance (Game Boy Advance)
- NBA Street V3 (Nintendo GameCube)
- Dancing Stage: Mario Mix (Nintendo GameCube)
- Mario Superstar Baseball (Nintendo GameCube)
- Dr. Mario & Puzzle League (Game Boy Advance)
- Mario Power Tennis (Game Boy Advance)
- Mario Kart Arcade GP (Arcade)
- SSX on Tour (Nintendo GameCube)
- Mario Party 7 (Nintendo GameCube)
- Mario Kart DS (Nintendo DS)
- Mario Smash Football (Nintendo GameCube)
- Mario & Luigi: Partners in Time (Nintendo DS)

### 2006
- New Super Mario Bros. (Nintendo DS)
- Mario Slam Basketball (Nintendo DS)
- Game & Watch Collection (Nintendo DS)
- Mario vs. Donkey Kong 2: March of the Minis (Nintendo DS)
- Mario Bros. (Virtual Console)
- Super Mario 64 (Virtual Console)
- Super Mario Bros. (Virtual Console)
- Super Mario World (Virtual Console)
- Mario's Super Picross (Virtual Console)

### 2007
- Mario Kart 64 (Virtual Console)
- Mario Kart Arcade GP 2 (Arcade)
- Super Paper Mario (Wii)
- Super Mario Bros.: The Lost Levels (Virtual Console)
- Mario Party 8 (Wii)
- Mario Strikers Charged Football (Wii)
- Super Mario Bros. 2 (Virtual Console)
- Itadaki Street DS (Nintendo DS)
- Paper Mario (Virtual Console)
- Super Mario Galaxy (Wii)
- Super Mario Bros. 3 (Virtual Console)
- Mario & Sonic op de Olympische Spelen (Wii)
- Mario Party DS (Nintendo DS)

### 2008
- Mario & Sonic op de Olympische Spelen (Nintendo DS)
- Super Smash Bros. Brawl (Wii)
- Dr. Mario & Germ Buster (WiiWare)
- Mario Kart Wii (Wii)
- Mario Super Sluggers (Wii)
- Super Mario RPG: Legend of the Seven Stars (Virtual Console)
- Game & Watch Collection 2 (Nintendo DS)
- Mario Golf (Virtual Console)
- A Little Bit of... Dr. Mario (DSiWare)

### 2009
- NEW PLAY CONTROL! Mario Power Tennis (Wii)
- Mario & Luigi: Bowser's Inside Story (Nintendo DS)
- Mario vs. Donkey Kong: Minis March Again! (DSiWare)
- Mario & Sonic op de Olympische Winterspelen (Wii, Nintendo DS)
- New Super Mario Bros. Wii (Wii)

## Jaren 10

### 2010
- Super Mario Galaxy 2 (Wii)
- Super Mario All Stars (Wii)

### 2011
- Mario Sports Mix (Wii)
- Mario vs. Donkey Kong: Mini-Land Mayhem! (DS)
- Mario Kart 7 (3DS)
- Super Mario 3D Land (3DS)
- Boom Street (Wii)

### 2012
- Mario Party 9 (Wii)
- Mario & Sonic op de Olympische Spelen: Londen 2012 (3DS)
- Mario Tennis Open (3DS)
- Mario & Sonic at the London 2012 Olympic Games Virtual Card Album (3DS download)
- New Super Mario Bros. 2 (3DS download)
- New Super Mario Bros. 2 (3DS)
- Nintendo Land (Wii U)
- New Super Mario Bros. U (Wii U)
- Paper Mario: Sticker Star (3DS)

### 2013
- Luigi's Mansion: Dark Moon (3DS)
- New Super Luigi U (Wii U)
- Mario & Donkey Kong: Minis on the Move (Nintendo eShop)
- Mario & Luigi: Dream Team Bros. (3DS)
- Game & Wario (Wii U)
- Super Mario 3D World (Wii U)
- Mario & Sonic op de Olympische Winterspelen: Sotsji 2014 (Wii U)

### 2014
- Mario Party: Island Tour (3DS)
- Super Smash Bros. for 3DS (3DS)
- Super Smash Bros. for Wii U (Wii U)
- Captain Toad: Treasure Tracker (Wii U)
- Mario Kart 8 (Wii U)
- Donkey Kong Country: Tropical Freeze (Wii U)
- Mario Golf: World Tour (3DS)

### 2015
- Mario Party 10 (Wii U)
- Yoshi's Woolly World (Wii U)
- Super Mario Maker (Wii U)
- Mario Tennis: Ultra Smash (Wii U)
- Mario & Luigi: Paper Jam Bros. (3DS)

### 2016
- Mario & Sonic op de Olympische Spelen: Rio 2016 (Wii U)
- Paper Mario: Color Splash (Wii U)
- Super Mario Maker (3DS)
- Super Mario Run (iOS, Android)
- Mario Party: Star Rush (3DS)

### 2017
- Mario + Rabbids Kingdom Battle (Switch)
- Mario Kart 8 Deluxe (Switch)
- Mario Sports Superstars (3DS)
- Super Mario Odyssey (Switch)
- Mario Party: The Top 100 (3DS)
- Mario & Luigi: Superstar Saga + Bowser's Minions (3DS)

### 2018
- Mario Tennis Aces (Switch)
- Donkey Kong Country: Tropical Freeze (Switch)
- Captain Toad: Treasure Tracker (Switch)
- Super Mario Party (Switch)
- Super Smash Bros. Ultimate (Switch)

### 2019
- New Super Mario Bros. U Deluxe (Switch)
- Yoshi's Crafted World (Switch)
- Super Mario Maker 2 (Switch)
- Dr. Mario World (iOS, Android)
- Mario Kart Tour (iOS, Android)
- Luigi's Mansion 3 (Switch)
- Mario & Sonic op de Olympische Spelen: Tokio 2020 (Switch)

## Jaren 20

### 2020
- Paper Mario: The Origami King (Switch)
- Super Mario 3D All-Stars (Switch)

### 2021
- Super Mario 3D World + Bowser's Fury (Switch)
- Mario Golf: Super Rush (Switch)
- WarioWare: Get It Together! (Switch)
- Mario Party Superstars (Switch)

### 2022
- Mario Strikers: Battle League Football (Switch)
- Mario + Rabbids Sparks of Hope (Switch)

### 2023
- Super Mario Bros. Wonder (Switch)
- WarioWare: Move It! (Switch)
- Super Mario RPG (Switch)

### 2024
- Mario VS. Donkey Kong (Switch)
- Princess Peach: Showtime! (Switch)
- Paper Mario: The Thousand-Year Door (Switch)
- Luigi's Mansion: Dark Moon HD (Switch)
- Super Mario Party: Jamboree (Switch)
- Mario & Luigi: Brothership (Switch)

### 2025
- Donkey Kong Country Returns HD (Switch)
- Mario Kart World (Switch 2)
- Donkey Kong Bananza (Switch 2)
- Super Mario Party: Jamboree - Nintendo Switch 2 Edition + Jamboree TV (Switch 2)